# Luis Lopez
Luis Lopez – jednostka osadnicza w Stanach Zjednoczonych, w stanie Nowy Meksyk, w hrabstwie Socorro.